# 蒋国涛
蒋国涛（1900年6月1日—1989年12月2日），别字孝宗，浙江奉化溪口人，中華民國大陸時期高級將領，少將軍銜。

## 生平
是蔣中正的侄子。娶桂幼玲為妻。而桂是蒋中正原配夫人毛福梅養女。堂弟蔣孝先。家中祖輩務農為業。
早年畢業於家鄉溪口鎮高等小学，奉化县立中学。後在家鄉溪口鎮高等小學擔任教師。不久後赴寧波城裡經商。曾涉足工礦業，在开滦矿务局擔任职员。
1924年春，經张家瑞（字席卿，時任黄埔军校校长办公室中文秘书，少校軍銜）保荐，投考黄埔军校。1924年5月至广州，考取黃埔軍校，入黄埔第一期第三队学习。毕业后，留校任職，擔任黄埔军校校长办公厅副官。
蔣中正奉孫中山之命东征討伐陳炯明叛變，蒋国涛擔任東征军总指挥部秘书处秘书。之後擔任国民革命军总司令部秘书处副官（少校軍銜）。曾先後參加兩次东征和北伐。
1928年起，先後擔任陆海空军总司令部副官处副官（中校軍銜），國民政府軍事委員會委员长侍从室第四组参谋，南京黄埔同学会办公处秘书，南京中央宪兵司令部第一团营长、团附，上海警备司令部宪兵团长等職務。
抗日战争爆发后，先後擔任武汉警备司令部江防指挥部参谋长，國民政府軍事委員會交通巡察处副处长（少将軍銜），陇海铁路局警务处长，粤汉铁路湖南段警务处长。
1949年，赴台湾。1989年12月2日，於台北逝世。